# Lakíšské dopisy

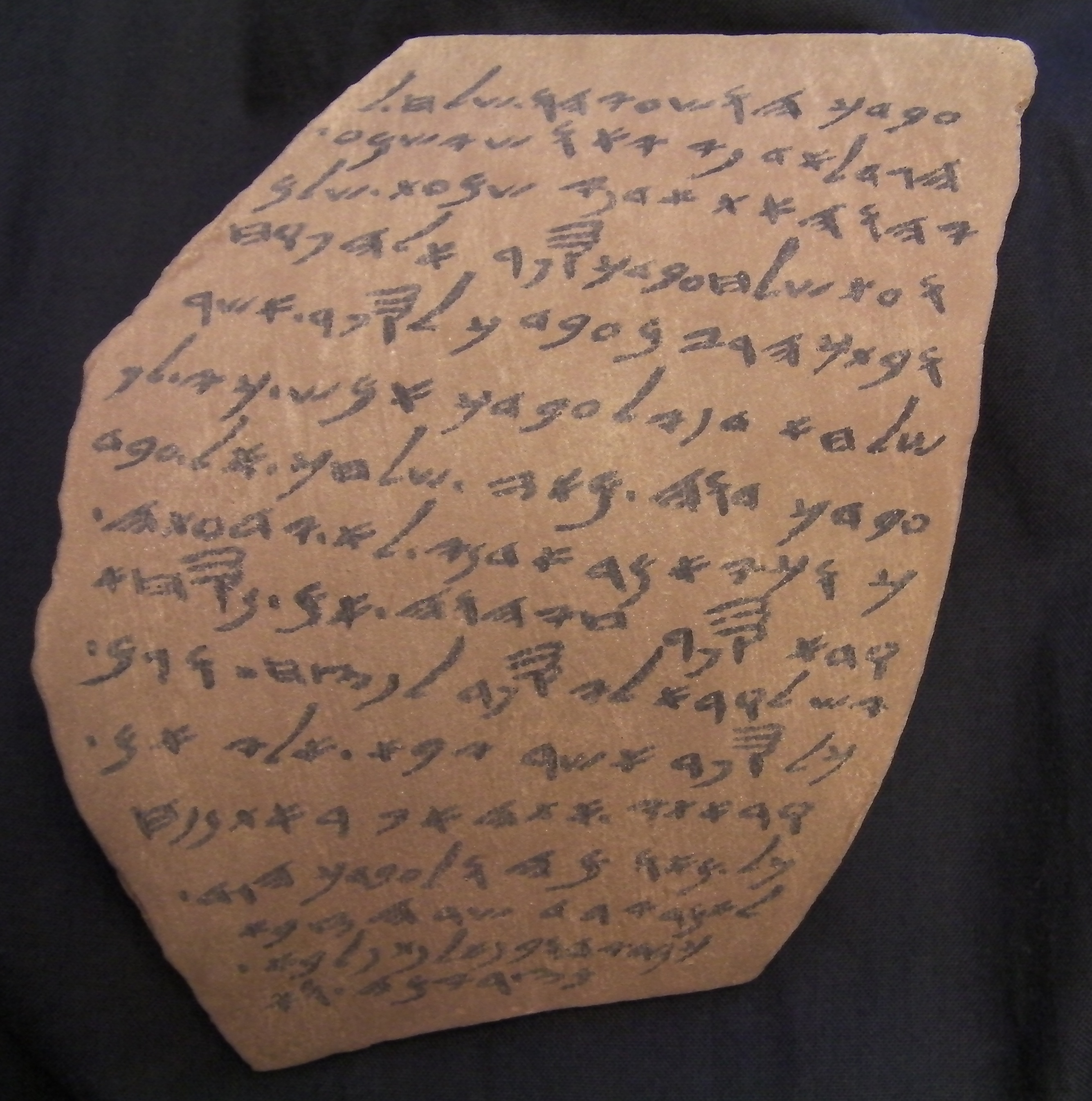
přední strana repliky lakíšské ostraky č. 3

Lakíšské dopisy nebo Lakíšská ostraka je série 21 hebrejsky psaných dopisů psaných na keramických střepech, ostrakách. Byly nalezeny v roce 1935 v sutinách judské pevnosti Lachiš. Pocházejí pravděpodobně z 80. let 6. století př. n. l. Odesílatelem většiny dopisů byl velitel vojenské posádky Hošijahú a adresátem lakíšský velitel Jáoš. Dopisy mimo jiné obsahují informaci o jakémsi proroku v nebezpečí (snad Jeremjáš?). Sbírka je uložena v Britském muzeu v Londýně.